# محمد ولد إمام (شاعر موريتاني)
محمد ولد إمام هو شاعر وصحفي ومترجم موريتاني، وُلد سنة 1979 في موريتانيا، ويُقيم حالياً في الدوحة، قطر. يعمل محررًا ومترجمًا في شبكة الجزيرة الإعلامية. نُشرت له عدة مؤلفات شعرية ونثرية، وله حضورٌ أدبي وثقافي بارز في الصحافة والمنصات العربية، وشارك في مؤتمرات ومحافل ثقافية في نواكشوط، الدوحة، القاهرة، والكويت.

## النشأة والتعليم
حصل محمد ولد إمام على المرتبة الأولى من شعبة الكتاب الصحفيين في المدرسة الوطنية للإدارة والصحافة والقضاء في موريتانيا. كما نال ليسانس الإعلام من جامعة عين شمس بالقاهرة بتقدير "جيد جداً". وحاز باكالوريا الآداب العصرية بتفوّق.

## المسيرة المهنية
عمل صحفيًا ومترجمًا في التلفزة الموريتانية الرسمية، وشارك خلالها في قمم ومؤتمرات دولية كمترجم. وهو مترجم معتمد لدى سفارة الولايات المتحدة الأمريكية في نواكشوط، ومرخص كمترجم خبير لدى المحاكم الموريتانية.
انتقل إلى الدوحة لاحقًا حيث يعمل محررًا ومترجمًا في شبكة الجزيرة الإعلامية, ويكتب بانتظام في منصات إعلامية وأدبية مثل الجزيرة نت، مجلة العربي الكويتية، وموريتانيا الآن.

## الإنتاج الأدبي
صدر له:
- ديوانا الفجر والمساء، القاهرة 2005 – أعيد طبعه في لندن 2018.
- أشعار، المغرب 2018.
- أنخاب الأصائل، عن دائرة الثقافة بالشارقة، 2021.
- كشكول الحياة، دار قطر الندى، 2020[6].
- ديوان المناجاة، القاهرة 2024.

تم إدراجه في معجم البابطين للشعراء العرب المعاصرين سنة 2015، وشارك في برنامج أمير الشعراء في أبو ظبي، حيث أجازته لجنة التحكيم في المقابلة.

## الجوائز والتكريم
- الجائزة الأولى في الشعر العربي من كلية الآداب بجامعة عين شمس.
- الجائزة الأولى من نادي الطلبة الوافدين بالقاهرة.
- تكريم من رئاسة الجمهورية الموريتانية (2014).
- تكريم من معهد البحوث والدراسات الإفريقية، وجمعيات ثقافية متعددة.

## روابط خارجية
- صفحة الكاتب على موريتانيا الآن
- صفحته على معهد الجزيرة
- محاضرته في مجلس اللسان العربي
- توقيع كتابه في معرض الدوحة 2020
- مقال "الحياة في كشكول الحياة" – الجزيرة نت
- صفحة المؤلف وكتبه على أمازون
- أمسية "أهازيج القصيد" – المنبر الثقافي الموريتاني في الدوحة
- أمسية عيد الأضحى الشعرية
- أمسية "أهازيج القصيد" – معهد الدوحة للدراسات العليا
- مناقشة ديوانه "المناجاة"
- لقاء – قناة الساحل – المجلة الثقافية
- برنامج "قراءة في كتاب" – التلفزة الوطنية
- لقاء إذاعي – ساعة ثقافية
- لقاء إذاعي – برنامج من وقتكم الثمين
- لقاء إذاعي – المرصد الثقافي
- ندوة حول ديوانه "أنخاب الأصائل" – اتحاد الأدباء والكتاب الموريتانيين
- مقال على الجزيرة نت
- مقال في مجلة العربي الكويتية